# Centro-Piani-Rencio
Centro-Piani-Rencio (tʃentɾo/pjanɪ/ɾentʃo; in tedesco Zentrum-Bozner Boden-Rentsch, tsentʁʊm/boːtsn.ɐ boːdn/ʁɛntʃ) è una delle cinque circoscrizioni cittadine di Bolzano. Con circa 18.000 abitanti è la seconda meno popolata e la meno popolosa con una densità di popolazione complessiva inferiore agli 800 ab./km². Tuttavia il territorio corrisponde alla metà dell'intera superficie comunale, all'interno della quale è inserito anche il monte di Bolzano, il Colle (Kohlern), che occupa la maggior parte del territorio. Tra le circoscrizioni è quella con la più alta percentuale di stranieri: al 31.12.2009 questi ultimi erano 3.038, corrispondenti al 17,1% della popolazione totale. Tra gli stranieri ve ne è anche un gran numero proveniente da paesi dell'Unione europea.

## Posizione e territorio
La circoscrizione non comprende solo il cuore della city, ma anche i quartieri storici di tipo più rurale immersi nei vigneti che circondano il centro storico, quello collinare di Rencio e quello moderno dei Piani (Bozner Boden), nonché la "montagna di casa" di Bolzano, il Colle. Il centro storico si trova, dal punto di vista topografico, in posizione periferica rispetto all'intera area urbana e la distanza fra il cuore di Bolzano e il quartiere più lontano della città raggiunge i 5 km. Il centro è posto a 262 metri s.l.m., mentre altri quartieri come Rencio sono posti a più di 300 metri. Nella circoscrizione si trova il punto più alto del territorio bolzanino con 1.616 metri s.l.m.
Circoscrizioni e comuni limitrofi:
- Gries-San Quirino
- Oltrisarco-Aslago
- Comune di Cornedo all'Isarco
- Comune di Renon
- Comune di San Genesio Atesino
- Comune di Nova Ponente

## Storia

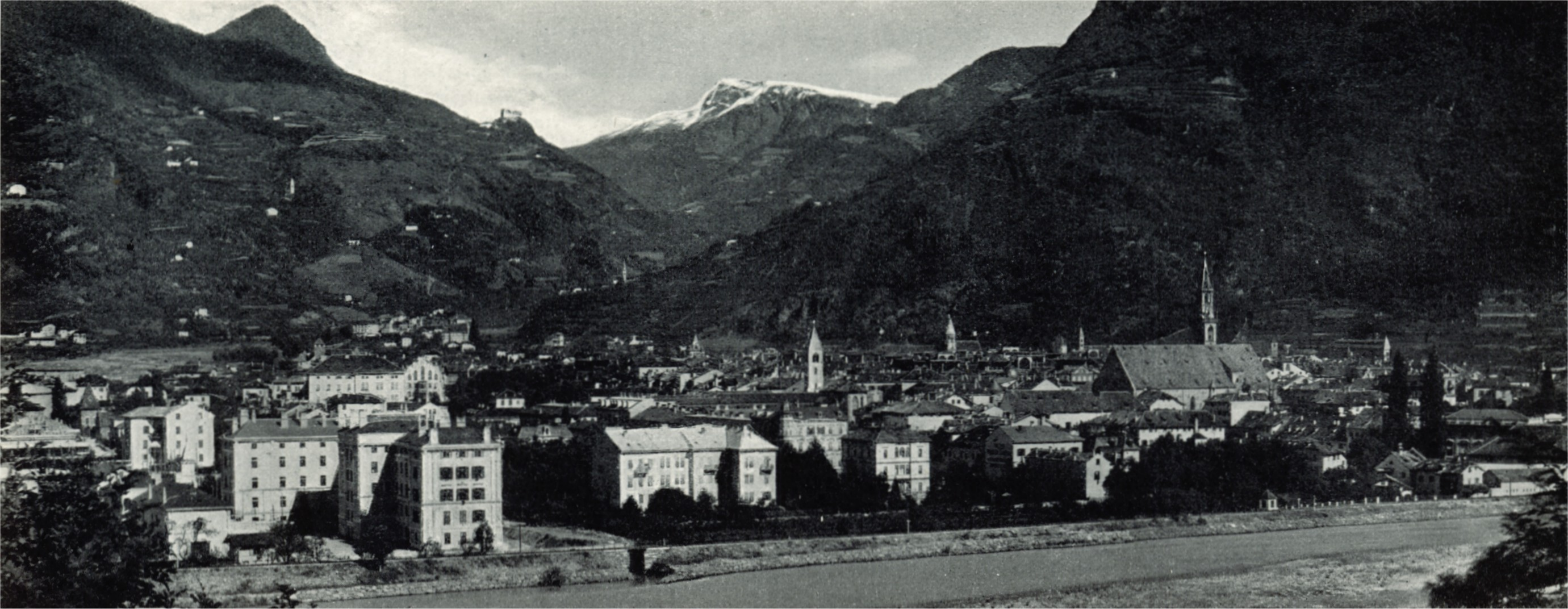
Bolzano attorno al 1898

Il centro storico e gli altri quartieri sono appartenuti storicamente a due entità amministrative differenti: mentre l'attuale centro storico costituiva la vera città di Bolzano, gli altri quartieri erano Malgreien dell'antico comune di Dodiciville. Tra i vari siti storici nella conca bolzanina si segnalano i resti di epoca romana sotto il Convento dei Cappuccini e di una basilica paleocristiana sotto l'attuale Duomo, nonché quelli preistorici e altomedievali sul Virgolo.
Il centro antico di Rencio è posto attorno alla chiesa di San Lorenzo e Paolo, una chiesetta barocca con adiacente un pozzo seicentesco - lo storico "Zigglbrunnen" del 1608 - e la canonica nonché il maestoso Lamplwirtshaus o Königshof, un edificio residenziale risanato nel 2010. I Piani di Bolzano sono attestati già nel tardo Quattrocento come Poden pey Botzenn (Piani presso Bolzano) e Poden vnder Rentsch gegen dem Eysagk (Piani sotto Rencio verso l'Isarco). 
Agli inizia del XXI secolo il centro storico è ancora in evoluzione con la costruzione di nuovi moderni edifici, ma rimane il cuore storico, economico, commerciale, spirituale e amministrativo del capoluogo altoatesino. Nel futuro è previsto l'interramento dell'areale ferroviario in modo tale che Bolzano possa riacquistare un'area vasta 20 ettari.

## Quartieri circoscrizionali
- Area Centro:
  - Centro Storico (Altstadt). La città vecchia comprende il nucleo storico dei Portici e si estende da piazza Municipio a ponte Talvera e dalla parte meridionale di via Weggenstein e a sud di Castel Mareccio alla zona dietro al Duomo e a piazza Domenicani.
  - Stazione (Bahnhofsviertel). Il quartiere attorno alla stazione con viale Stazione, via Laurin, via Renon, via Garibaldi e via Perathoner.
  - Via Marconi (Isarco) (Eisack-Neustadt). Il quartiere costruito in più riprese tra la fine del XIX secolo, quando il costruttore civico Sebastian Altmann concepì il quadrilatero della Bozner Neustadt, e il secondo dopoguerra lungo l'Isarco e il Talvera con via Marconi, via Dante, via Rosmini e piazza Verdi.
  - Villa (Dorf). È un antico quartiere immerso nei vigneti situato a nord del centro attorno alla chiesetta di San Giovanni in Villa che si crede addirittura costruita sui resti di una chiesa paleocristiana.
  - Castel Mareccio (Schloss Maretsch). È la zona attorno a via Castel Mareccio comprendente l'omonimo castello.
  - Sant'Osvaldo (St. Oswald). Il quartiere borghese posto all'inizio delle omonime passeggiate che prende nome dall chiesetta omonima scomparsa dopo i bombardamenti del 1944.
  - Dogana (Dodiciville) (An der Zollstange (Zwölfmalgreien)). Antico quartiere posto attorno all'attuale piazza Dogana da via Piave alla fine di via Brennero.
  - Sant'Antonio (St. Anton). Antico e caratteristico quartiere di origine rurale posto nei pressi dell'omonimo ponte e del Castel Klebenstein.
  - San Pietro (St. Peter in Karnol). Quartiere chiuso tra il Talvera e il Monte Tondo (Hörtenberg).
  - Castel Roncolo (Schloss Runkelstein). Zona rocciosa comprendente il Castel Roncolo.

- Area Piani di Bolzano:

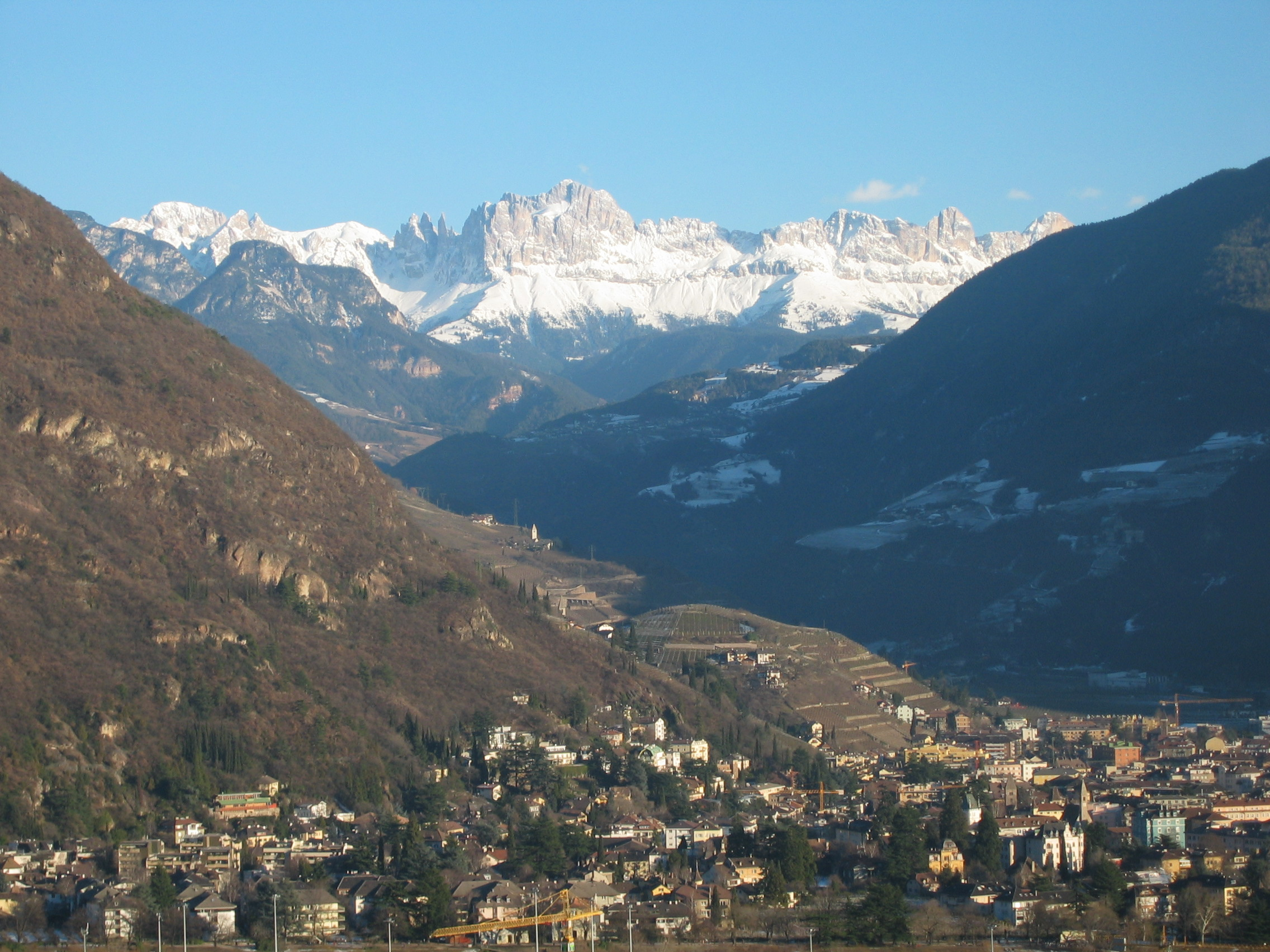
I quartieri di Dorf-Villa, Castel Mareccio, Dodiciville e Santa Maddalena (con il Rosengarten sullo sfondo)

  - Piani di Bolzano (Bozner Boden). Il quartiere nella piana alluvionale dell'Isarco.
  - Zona Artigianale Piani (Gewerbegebiet Bozner Boden). Zona adibita alle aziende artigiane, agli uffici pubblici e a imprese e banche. Vi si trova il Mercato Generale. Nella zona è presente un multiplex con 7 sale (Cineplexx), che rende più frequentata l'area, piuttosto isolata dal centro.
- Area Rencio:
  - Rencio (Rentsch). Quartiere caratteristico sull'omonima via e in collina.
  - Santa Maddalena (St. Magdalena). Località vitivinicola di Rencio con la chiesetta omonima.
  - Leitach. Località posta nella valle dell'Isarco circondata da altri piccoli insediamenti e masi e con la chiesetta di San Giorgio in Wangg ricostruita dopo la sua distruzione durante l'ultimo conflitto mondiale.

- Area Colle:

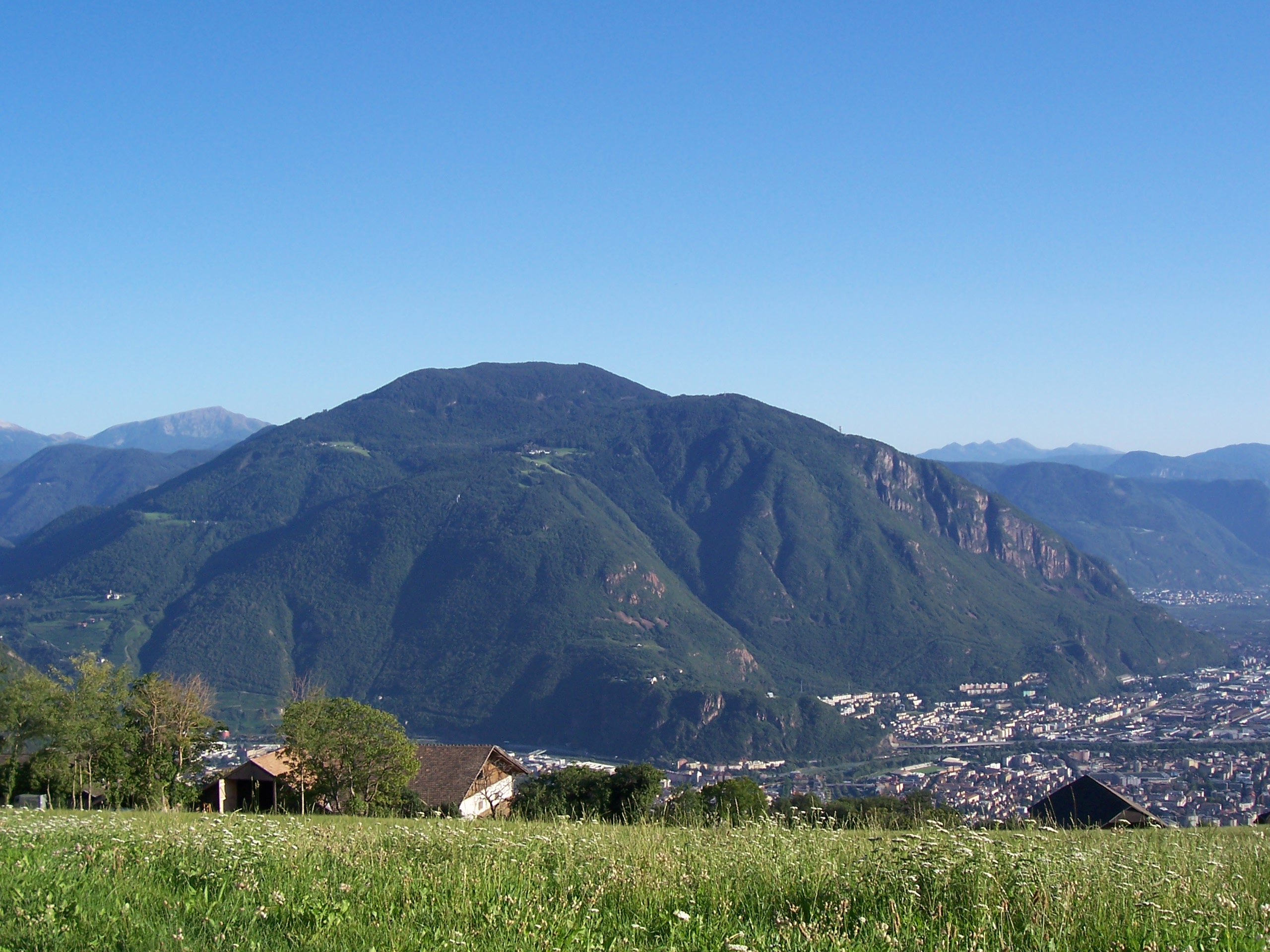
Il Colle e il Virgolo visti dalla strada per San Genesio

  - Campiglio (Kampill). Località posta al di là dell'Isarco sulla statale del Brennero. Da qui parte la funivia per il Colle.
  - Campegno (Kampenn). Località di alta collina posta a circa 860 metri s.l.m.
  - Virgolo (Virgl). Località posta su di una balza rocciosa a 453 metri s.l.m.
  - Bagni Sant'Isidoro (Bad St. Isidor). Località posta su di una balza sopra Campiglio e Campegno.
  - Colle dei Signori (Herrenkohlern). Località posta in cima al Colle, punto di arrivo dell'omonima funivia.
  - Colle di Villa (Bauernkohlern). Località posta sulla cima del Colle in direzione della Val d'Ega.

### Situazione linguistica di Centro-Piani-Rencio
La circoscrizione è l'unica di Bolzano ad avere una leggera prevalenza di abitanti di madrelingua tedesca, con una percentuale che si attesta sul 55-60%. La maggioranza degli italofoni della circoscrizione vive nelle zone di via Marconi-Isarco e dei Piani.

### Amministrazione e decentramento
Le circoscrizioni come strumento di decentramento e di partecipazione democratica sono operative dal punto di vista amministrativo da relativamente poco tempo, ossia dal 1995, quando si sono tenute le prime elezioni circoscrizionali. Fino ad allora (a partire dal 1976) il decentramento consisteva nella dislocazione di alcuni servizi, per lo più quelli anagrafici. Ora i servizi sono maggiori e sono erogati dai e nei centri civici circoscrizionali, istituiti però solo nel 1997. Il processo di decentralizzazione nella città di Bolzano non è ancora terminato e si prevede un sempre maggiore coinvolgimento di tutti i quartieri della città.
| Presidenti della Circoscrizione |                             |
| 1995–2000                       | Konrad Ausserer (SVP)       |
| 2000–2005                       | Otto von Aufschnaiter (SVP) |
| 2005–2014                       | Rainer Steger (SVP)         |
| 2014-2015                       | Irene Weis (SVP)            |
| 2015-2016                       | Armin Widmann (SVP)         |

La circoscrizione è saldamente in mano alla Südtiroler Volkspartei (arrivata al massimo storico alle penultime elezioni del 2005 con 5 seggi e il 41,55% delle preferenze) con il sostegno dei partiti italiani del centro-sinistra e dei Verdi. La vicepresidenza della legislatura 2005-2010 è stata in mano ai Democratici di Sinistra ed era assegnata a Thomas Demetz, che appartiene al gruppo linguistico ladino; nella legislatura 2010-2015 è stata ereditata dal Partito Democratico (nella persona di Antonella Schönsberg).

### I servizi nei quartieri
I servizi nel centro sono tali da soddisfare tutta la Provincia, mentre i quartieri periferici sono soprattutto residenziali e per i servizi è necessario uno spostamento verso il centro, soprattutto per quel che concerne i servizi postali. Tutti gli autobus passano per il centro e anche i quartieri periferici della circoscrizione sono serviti (Rencio dalla linea 1, i Piani da quella 11, la zona a nord da quella 12). Il Colle (Kohlern) è raggiungibile in funivia. L'ampia rete di piste ciclabili ben segnalate permette facili spostamenti in bicicletta.

#### Scuole
La circoscrizione è l'unica della città con una maggioranza di scuole in lingua tedesca. Il centro storico è inoltre sede di diverse scuole superiori private, mentre la maggior parte delle scuole pubbliche si trovano a Gries-San Quirino. L'Università è la maggiore istituzione culturale della Provincia, seguita dal Conservatorio musicale passato di recente dallo Stato alla Provincia Autonoma.

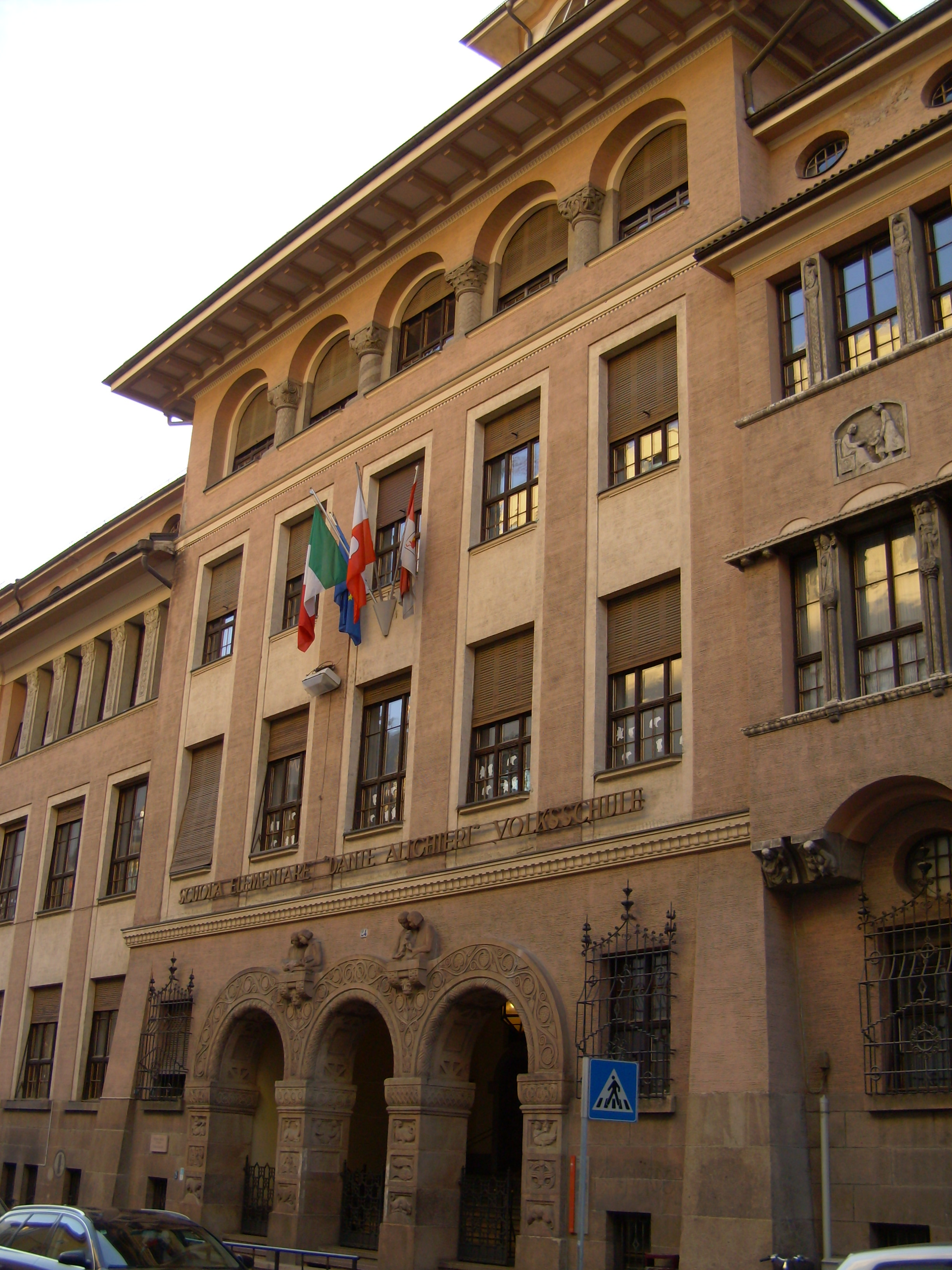
Scuola elementare Dante Alighieri (già Elisabethschule)

- Istituto comprensivo Bolzano 1 - Centro Storico (in lingua Italiana)
  - Scuola elementare "Dante Alighieri" (Centro)
  - Scuola elementare "E. F. Chini" (Piani di Bolzano)
  - Scuola media Ilaria Alpi (ex scuola media Centro Storico) (Centro)
- Grundschulsprengel Bozen (in lingua tedesca)
  - Scuola elementare "Johann Wolfgang von Goethe" (Centro)
  - Scuola elementare "Karl Felix Wolff" (Rencio)
  - Scuola elementare "E. F. Chini" (Piani)
- Schulsprengel Bozen - Stadtzentrum (scuole del Centro e di Oltrisarco-Aslago)
  - Scuola media inferiore "Josef von Aufschnaiter" (Centro)
- Scuola media inferiore parificata "Rainerum" (Centro)
- Scuola media inferiore parificata "St. Antonius" Franziskaner Centro
- Humanistisches Gymnasium "St. Antonius" der Franziskaner (Liceo classico privato) Centro
- Pädagogisches Gymnasium "St. Maria" (Liceo pedagogico privato) Centro
- Liceo Scientifico delle Scienze Applicate "Rainerum" - Istituto Paritario Centro
- Landesfachschule für Sozialberufe "Hannah Arendt" (Scuola Provinciale Professionale per le Professioni Sociali) Centro
- Conservatorio Musicale Provinciale "Claudio Monteverdi" Centro
- Libera Università di Bolzano Centro
- Scuola di cinema documentario "ZeLIG",  Centro

#### Biblioteche
La Biblioteca civica di Bolzano (Stadtbibliothek Bozen), nata nel 1928, è la più antica biblioteca pubblica dell'Alto Adige ed ha un patrimonio di oltre 240.000 esemplari. Il problema dello spazio ristretto verrà risolto con la costruzione del nuovo ed innovativo "Polo Bibliotecario" che ospiterà la Civica e le Biblioteche Provinciali in lingua italiana e in lingua tedesca (la Tessmann) e troverà collocazione al di là della Talvera a Gries-San Quirino.
- Biblioteca civica di Bolzano "Cesare Battisti"
- Biblioteca del Museo Civico di Bolzano
- Biblioteca della Libera Università di Bolzano
- Biblioteca del Museo d'Arte Moderna e Contemporanea "Museion"
- Biblioteca Piani

#### Trasporti
Il centro della città è la zona più trafficata della città poiché ospita la maggior parte degli uffici pubblici della Provincia. Le arterie a ridosso del centro storico, come l'asse via Garibaldi-piazza Verdi-via Marconi, soffrono di traffico intenso per gran parte dell'anno.
Gran parte delle linee di autobus urbane ha il proprio capolinea alla Stazione Centrale (o nelle sue immediate vicinanze); tutte le linee di autobus extraurbane hanno il proprio capolinea alla Stazione delle Autolinee, non distante da quella ferroviaria.
Nei pressi della Stazione Centrale vi è il più grande parcheggio della città (Parcheggio Bolzano-Centro) coperto che è raggiungibile dalla statale del Brennero grazie al nuovo e strategico ponte Virgolo. Ha 1.265 posti macchina di cui 350 riservati agli abbonati. In alcuni periodi dell'anno il traffico turistico intenso rende necessaria la chiusura temporanea del ponte per smaltire le auto negli altri parcheggi cittadini.
All'imbocco della val d'Isarco è situata l'uscita autostradale A22 di Bolzano Nord. La rete di piste ciclabile è ampia come nel resto della città.

#### Manifestazioni
Nel centro storico e più nello specifico in piazza Walther vi è la più alta concentrazione di manifestazioni della città. Il Mercatino di Natale (Christkindlmarkt) di Bolzano è il più conosciuto fra i mercatini di Natale in Italia dai cittadini.
- Mercato del fiori (dal 29 aprile al 1º maggio nel centro storico)
- Mercato del contadino (fine settembre-inizio ottobre in piazza Walther)
- Mercato d'autunno (prima metà di ottobre in piazza Walther)
- Mercatino di Natale (Christkindlmarkt) (fine novembre-23 dicembre in piazza Walther)
  - Mercatino della Solidarietà (fine novembre-23 dicembre in piazza del Grano, via Argentieri e via e piazzetta della Mostra)
  - Mercatino dell'Artigianato (fine novembre-23 dicembre in piazza Municipio e piazza della Mostra)
- BOclassic (31 dicembre, gara podistica)

#### Distretto socio-sanitario
La circoscrizione corrisponde anche al distretto socio-sanitario di Centro-Piani-Rencio, dove vengono svolte le cure sanitarie per la popolazione della circoscrizione. Inoltre eroga numerosi servizi decentrati.

#### Centro Civico
Il centro civico della circoscrizione (Bürgerzentrum), il "municipio" di Centro-Piani-Rencio, offre inoltre numerosi servizi comunali. La sede è situata all'interno di un edificio nel quartiere di Dodiciville.

#### Istituzioni, enti e associazioni
Ovviamente il centro della città è sede di un gran numero di istituzioni di importanza locale ed internazionale e della maggioranza degli assessorati della Provincia e del Comune.

## Economia

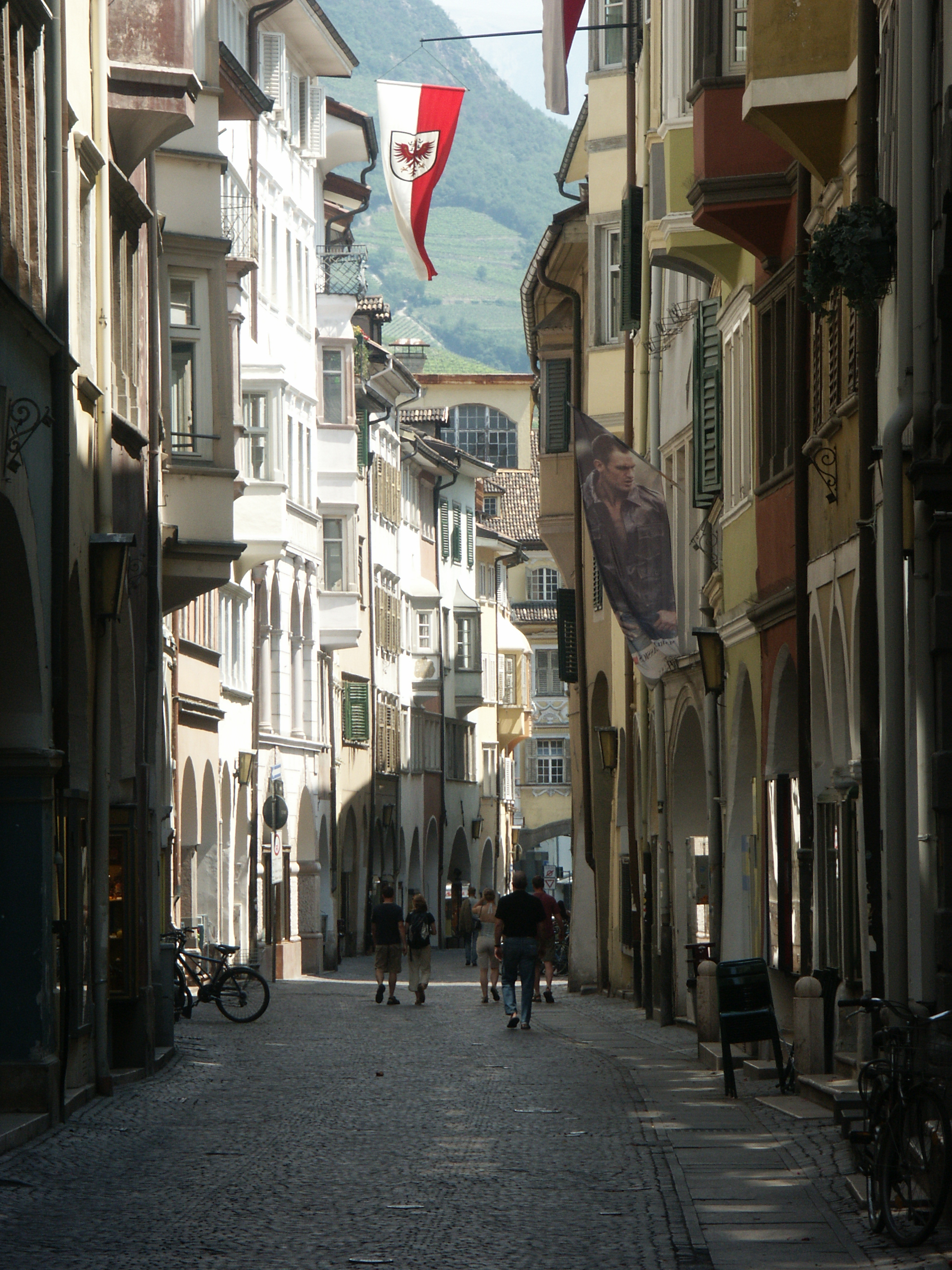
Via dei Portici (Laubengasse)

Il centro storico è il regno dei commercianti cittadini che sono una delle lobby più influenti della città. Molto sviluppato è anche il settore turistico e tutto ciò che è ad esso collegato. Nel quartiere dei Piani le attività più importanti sono il commercio all'ingrosso e la piccola impresa. Il quartiere di Rencio è dedito al turismo vacanziero (soprattutto dall'area germanica e dai paesi del Nord Europa) ed enogastronomico.

## Sport
La maggior parte delle strutture sportive sono situate al di fuori del centro, comunque sul Colle è possibile effettuare trekking ed escursionismo; fino agli anni '80 vi erano impianti di risalita per sciatori.